# 小鬼初戀
《小鬼初戀》（英語：My Girl）是一部1991年出品的劇情片，主角是丹·艾克洛德、潔美·李·寇蒂斯、麥考利·克金、安娜·克倫斯基以及彼得·麥可·古茲。
影片劇情的背景是設定於1972年的美國賓州麥迪遜，故事描述一位小女孩（由安娜·克倫斯基演出）的成長，以及週遭人物的變故。影片名稱則是取自1965年的一首歌曲《My Girl》。

## 外部連結
- 互联网电影数据库（IMDb）上《"My Girl"》的资料（英文）